# ترستانية
ترستانية أو تريستانيا (الاسم العلمي: Tristania) هي جنس أحادي الطراز من النباتات المُزهرة المُتوطنة في نيوساوث ويلز في أستراليا.